# Соколині гори
Соколи́ні Го́ри — ландшафтний заказник місцевого значення в Україні. Розташований у Березнівському районі Рівненської області, між селами Більчаки та Губків. 
Площа 510 га. Заснований у 1983 році з метою збереження живописних місць на березі річки Случ.  
Охоплює круті береги річки Случ, від села Більчаки до села Губків. На цій ділянці річка протікає між крутими, порослими лісом скелястими берегами, які складені гранітами і гнейсами палеопротерозойського віку. На території заказника ростуть 77 видів рідкісних рослин, в тому числі види, занесені до Червоного списку Європи та Червоної книги України. 
Однією з наймальовничіших скель є скеля Князь-гора, що височіє над навколишнім ландшафтом на 60—70 метрів. На її вершині збереглися руїни середньовічного Губківського замку і залишки городища древлян. 
Входить до складу Регіонального ландшафтного парку «Надслучанський». 

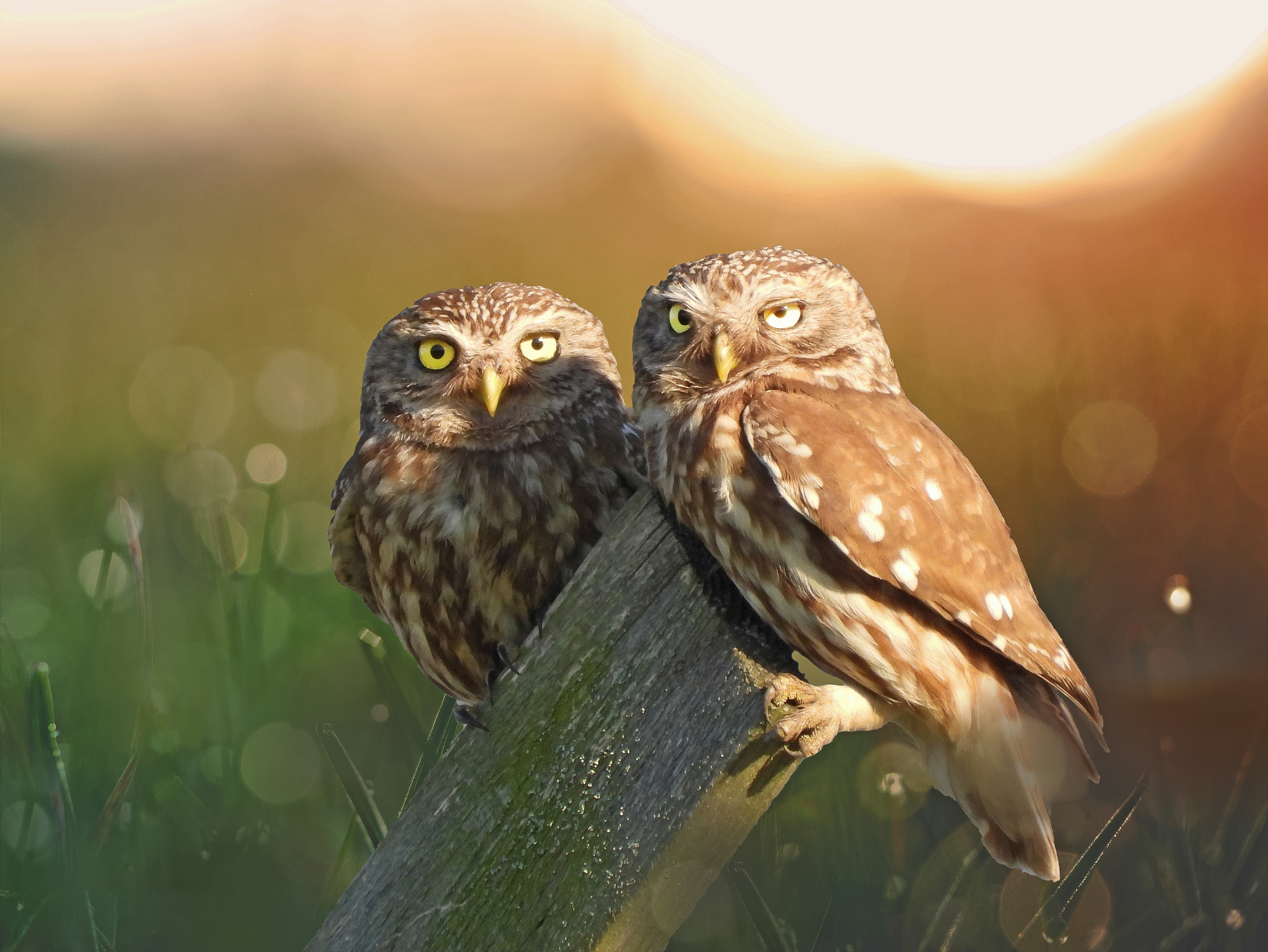
Сичі в урочищі Соколині гори
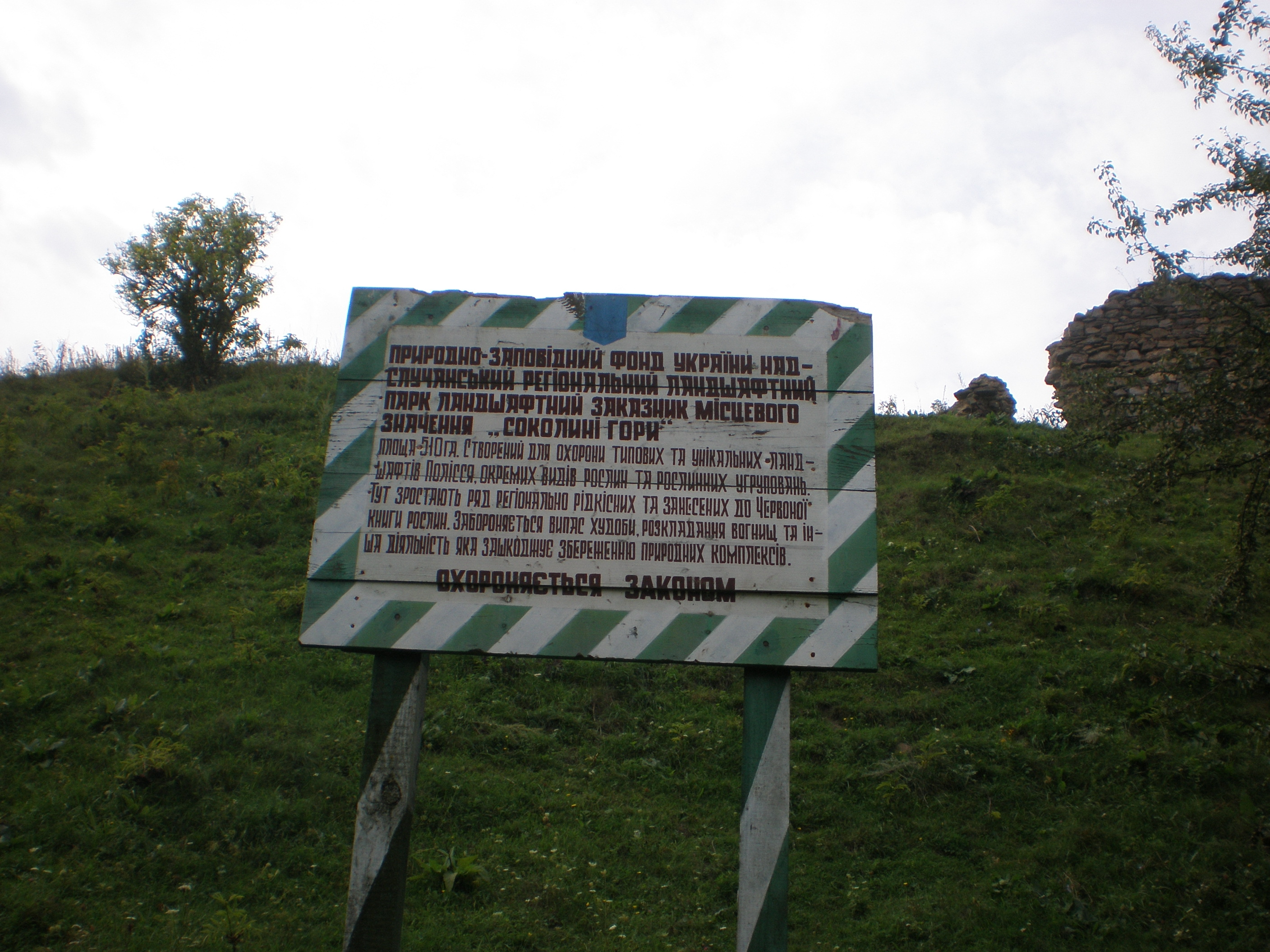
Охоронна табличка
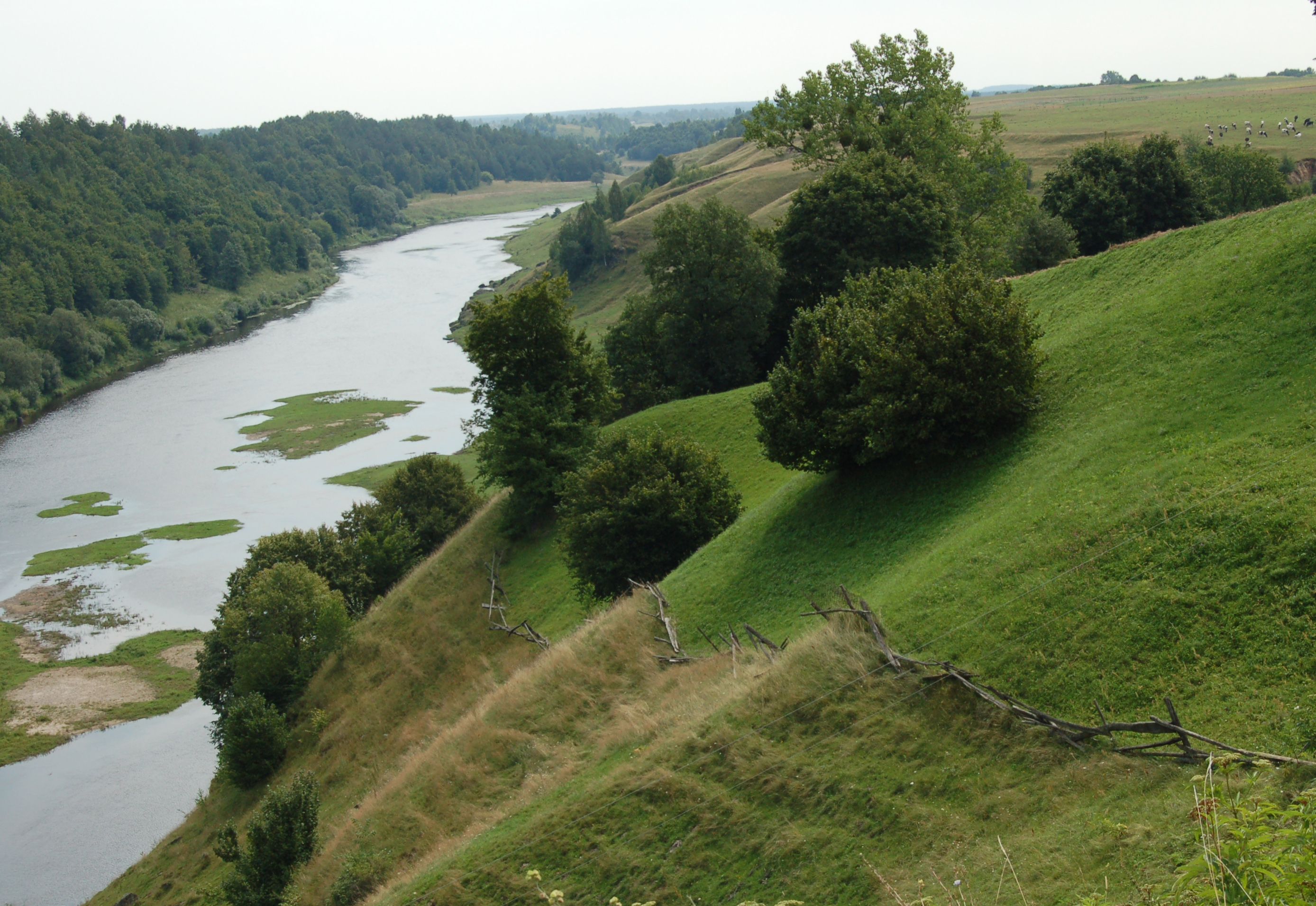
Крутий берег річки Случ
- Відео заказника
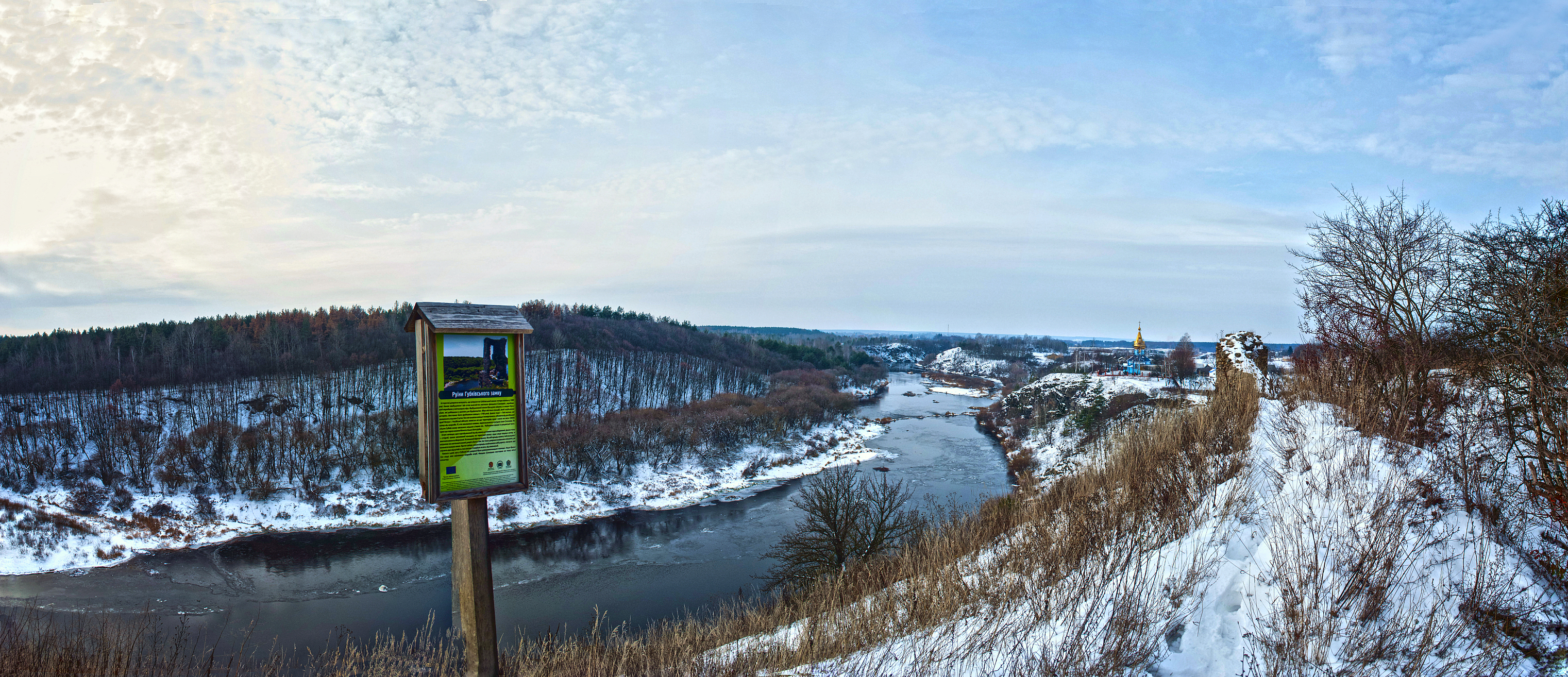
Заказник взимку